# Svaz cestujících ve veřejné dopravě
Svaz cestujících ve veřejné dopravě je český spolek, založený 3. srpna 2010. Na svém webu má uvedeno motto: „Hájíme právo cestujících na kvalitní, spolehlivou a bezpečnou veřejnou dopravu v České republice“. V červnu 2013 byl přijat za člena Evropského svazu cestujících (European Passengers’ Federation – EPF), který sdružuje 34 organizací z 20 zemí Evropy. Hned na prvním místě ze sedmi spolupracujících organizací je tento spolek uveden na webu Spotřebitelského fóra. Na dotaz o počtu členů prezident spolku uvedl, že jádro tvoří 6 lidí, ale že počet členů není rozhodující parametr; valné hromady Spolku se v roce 2016 účastnily 3 osoby.

## Organizace a činnost spolku
O stanovách, počtu členů a organizačním uspořádání spolek na svém webu neinformuje.
V médiích i na webu spolek reprezentuje jeho prezident Miroslav Vyka. Některé dokumenty podepsal též člen prezidia Miloslav Zítka. V listopadu 2015 v rozhovoru pro časopis Železničář Miroslav Vyka na dotaz o počtu členů spolku uvedl, že jádro tvoří 6 lidí, ale že počet členů nepovažuje za rozhodující parametr, a že se svazem spolupracuje na pět desítek specialistů na dopravu. Spolek prý sdružuje lidi podobného smýšlení, žádosti o členství posuzuje individuálně a snaží se podněcovat diskuzi a přinášet pohled na konkrétní problematiku optikou obyčejného cestujícího. Jako svůj vzor uvádí nejrozvinutější sdružení podobného zaměření, Transport Focus ve Velké Británii, které má několik desítek tisíc členů, jeho historie sahá do roku 1947 a na profesionální bázi provádí vlastní průzkumy spokojenosti cestujících, které detailně analyzuje.
Na svém webu spolek zveřejňuje články a aktuality z oblasti veřejné dopravy, recenze (mobilních aplikací a webů dopravců), své vlastní tiskové zprávy, otevřené dopisy ministrům dopravy a hejtmanům atd. Texty se týkají zejména železničních témat, například nákupu železničních vozidel, redukce osobní železniční dopravy, evropských podpůrných a regulačních opatření atd. Názory spolku a jeho prezidenta jsou občas citovány mainstreamovými médii a tiskovými agenturami, například se vyslovoval proti úsporným opatřením na železnici, proti zastavování provozu na některých železničních tratích a proti jejich rozprodeji, k posilování konkurence na železnici, k seznamovacímu vagónu v pražském metru, jemuž prorokoval neúspěch, k dámským oddílům ve vlacích Českých drah, kterých se spíše zastával, nebo ke způsobu revitalizace Dolního nádraží v Karlových Varech. Politikům dává podněty i klade otázky a někteří mu i odpovídají. Miroslav Vyka za svaz vystoupil s příspěvkem Od integrované dopravy k integrované mobilitě na XXIII. konferenci IDS ve dnech 16. - 17. 5. 2016 ve Žďáru nad Sázavou.
Prezident spolku Miroslav Vyka absolvoval v Ostravě Střední průmyslovou školu elektrotechniky a informatiky, obor Elektronické informační systémy, od roku 2005 pracoval jako editor dopravního zpravodajství České televize, v roce 2010 se do ČT vrátil jako grafik. Mezitím v letech 2007–2010 působil jako asistent v kanceláři Poslanecké sněmovny Parlamentu České republiky.